# یک سیاره زیبا
یک سیاره زیبا (انگلیسی: A Beautiful Planet) یک فیلم در ژانر مستند به کارگردانی تونی مایرز است که در سال ۲۰۱۶ منتشر شد. راوی این فیلم مستند جنیفر لارنس است.